# Mónica Cervera
Mónica Cervera Rodríguez (Malaga, 6 giugno 1975) è un'attrice spagnola.

## Biografia
Mónica Cervera, dopo aver studiato danza a Madrid e arte drammatica a Malaga, si è dedicata al cinema. Ha esordito sulle scene nel 1999 nel cortometraggio Hongos, sotto la direzione del regista conterraneo Ramón Salazar. L'anno seguente per la televisione ha registrato Manos a la obra, una mini-serie di tre episodi prodotta dalla Aspa Video e Acanto Cine & Video. Nel 2002 ha recitato in Piedras, il lungometraggio di Ramón Salazar che ha ottenuto la nomination per l'Orso d'oro al Festival internazionale del Cinema di Berlino del 2002, e in Octavia del castiglianoleonese Basilio Martín Patino.
Ha interpretato il ruolo di Lourdes, la commessa bruttina che costringerà Rafael González - il protagonista - a sposarla, nella commedia nera Crimen perfecto - Finché morte non li separi (Crimen ferpecto) di Álex de la Iglesia del 2004. Per questa interpretazione ha ottenuto la nomination al Premio Goya per la migliore attrice rivelazione del 2005. Lo stesso anno ha ottenuto un ruolo in Entre vivir y soñar di Alfonso Albacete e David Menkes. Ramón Salazar, nel 2005, le ha affidato il ruolo di protagonista nel musical 20 centimetri (20 centímetros), dove ha impersonato Marieta la protagonista transgender, sofferente di narcolessia, che sogna di divenire donna. È tornata a recitare per la televisione nel 2006 in Con dos tacones (Con2Tacones), la serie televisiva trasmessa per la Televisión Española e cancellata per la bassa audience registrata.

## Filmografia

### Cinema
- Hongos, regia di Ramón Salazar (1999)
- Piedras, regia di Ramón Salazar (2002)
- Octavia, regia di Basilio Martín Patino (2002)
- Crimen perfecto - Finché morte non li separi (Crimen ferpecto), regia di Álex de la Iglesia (2004)
- Entre vivir y soñar, regia di Alfonso Albacete (2004)
- 20 centimetri (20 centímetros), regia di Ramón Salazar (2005)
- Busco, regia di Carlos Cuenca (2006)

### Televisione
- 2000 Manos a la obra (3 episodi)
- 2006 Con dos tacones (11 episodi)

## Doppiatrici italiane
- Ida Sansone in Crimen perfecto - Finché morte non li separi
- Alessandra Cassioli in 20 centimetri